# إيرين ساندرز
إيرين ساندرز (بالإنجليزية: Erin Sanders) هي ممثلة أمريكية، ولدت في 19 يناير 1991 في سانتا مونيكا في الولايات المتحدة.

## أعمال

### مسلسلات
- رجال ماد
- كاسل
- ويدز

## وصلات خارجية
- الموقع الرسمي
- إيرين ساندرز على موقع IMDb (الإنجليزية)
- إيرين ساندرز على موقع ألو سيني (الفرنسية)
- إيرين ساندرز على موقع أول موفي (الإنجليزية)
- إيرين ساندرز على موقع إن إن دي بي (الإنجليزية)
- إيرين ساندرز على موقع قاعدة بيانات الفيلم (الإنجليزية)
- إيرين ساندرز على موقع كينوبويسك (الروسية)